# چاه عربها
چاه عربها یا چاه عمیق علی میرابراهیم روستایی در دهستان نهارجان بخش مود شهرستان سربیشه استان خراسان جنوبی ایران است.

## جمعیت
بر پایه سرشماری عمومی نفوس و مسکن در سال ۱۳۹۵ جمعیت این روستا ۷۷ نفر (۲۳خانوار) بوده‌است.